# Michail Stasinopulos
Michail Stasinopulos (27 de julio de 1903 – 31 de octubre de 2002) fue un político griego. Fue Presidente de la República Helénica entre 18 de diciembre de 1974 y el 19 de junio de 1975.

## Biografía
Estudió Derecho en la Universidad de Atenas y fue galardonado con un Doctorado en Derecho en 1934. En 1937 fue nombrado Profesor Asociado de Derecho Administrativo de la Universidad de Atenas y en 1943 se convirtió en profesor en la Universidad Panteion, donde se desempeñó como rector 1951 a 1958.
De 1951 a 1953, fue Presidente de la Ellinikí Radiofonía Tileórasi. En 1952 se desempeñó como cuidador Ministro de la Oficina del Trabajo y Ministro del Primer Ministro en el gobierno provisional de Dimitrios Kiusopulos y en 1958 fue Ministro de la Presidencia en el gobierno provisional de Konstantinos Georgakopulos. En 1929, fue aceptado en el Consejo de Estado, habiendo venido por primera vez en el examen de ingreso, y se desempeñó como presidente de este organismo entre 1966 y 1969.
En la elección legislativa griega, 1974, Michail Stasinopoulos se convirtió en un miembro del Parlamento en el boleto nacional de la Nueva Democracia. Cuando un referéndum (8 de diciembre de 1974) estableció Grecia como una República, Michail Stasinopoulos fue elegido como Presidente interino de la República por mayoría en el Parlamento de Grecia. Se desempeñó como Jefe de Estado el 18 de diciembre de 1974 hasta el 19 de julio de 1975, es decir, hasta el finaliziation de las nuevas instituciones políticas por la asamblea nacional revisionista mediante la promulgación de la nueva Constitución de Grecia . Michail Stasinopoulos murió el 31 de octubre de 2002.
| Predecesor: Phaedon Gizikis | Presidente de la República Helénica 1974 - 1975 | Sucesor: Konstantinos Tsatsos |

- Datos: Q373532